# Мисс Казахстан 2000
Мисс Казахстан 2000 года (каз. Мисс Қазақстан 2000) — 4-й национальный конкурс красоты, проводился в Алматы, во «Дворце республики» 14 октября. Победительницей конкурса красоты стала представительница города Алматы — Маргарита Кравцова.

## События
Посещение с передачей благотворительного взноса Дому малютки Алматы, посещение и организация концерта в Доме ветеранов Алматы.

## Гости
Список гостей:
- Алибек Днишев, певец, Народный артист РК;
- Роза Рымбаева, певица, Народная артистка РК;
- группа Иванушки International;
- Лана, скрипка;
- Дуйсен Касеинов, председатель Комитета Культуры;
- группа «Алтын Батыр»;
- группа «Рахат Лукум».

## Итоговый результат
Итоговый результат:
| Титул               | Участница          |
| ------------------- | ------------------ |
| Мисс Казахстан 2000 | Маргарита Кравцова |
| 1-я Вице Мисс       | Эльвира Джакупова  |
| 2-я Вице Мисс       | Евгения Крист      |
| 3-я Вице Мисс       | Асель Джаманбекова |

## Участницы
Всего в национальном конкурсе красоты приняло 30 участник из 14 регионов.
Список участниц:
| Имя                   | Место                        | Город            | Примечание                                                                                                  |
| --------------------- | ---------------------------- | ---------------- | --- |
| Упушева Амина         |                              | Астана           | |
| Алия Мусальдинова     |                              | Астана           | |
| Евгения Крист         | 2-я Вице Мисс                | Астана           | |
| Асель Дюсембина       |                              | Астана           | |
| Баян Джусупова        |                              | Алматы           | |
| Маргарита Кравцова    | Мисс Казахстан 2000          | Алматы           | |
| Алина Алимжанова      | Мисс Русское Радио Азия 2000 | Алматы           | Выбрана независимым жюри в лице Юлии Меньшовой и Александра Пряникова в рамках конкурса Мисс Казахстан 2000 |
| Светлана Абдуллаева   |                              | Алматы           | |
| Асель Джуманбекова    | 3-я Вице Мисс                | Алматы           | |
| Камиля Елшибекова     |                              | Алматы           | |
| Айнур Кармакова       |                              | Шымкент          | |
| Алеся Акимова         |                              | Шымкент          | |
| Раущан Калтаева       |                              | Тараз            | |
| Динара Бахтиярова     |                              | Тараз            | |
| Александра Кудакова   |                              | Актау            | |
| Мира Мусаева          |                              | Актау            | |
| Асыл Досниязова       |                              | Атырау           | |
| Адема Нажимова        |                              | Атырау           | |
| Эльвира Джакупова     | 1-я Вице Мисс                | Актобе           | |
| Динара Аизбаева       |                              | Актобе           | |
| Гульмира Мукашева     |                              | Уральск          | |
| Камшат Орынбаева      |                              | Уральск          | |
| Диана Волкова         |                              | Петропавловск    | |
| Ботагоз Сенкубаева    |                              | Петропавловск    | |
| Наталья Стешенко†     |                              | Павлодар         | |
| Фатима Жильгильдинова |                              | Павлодар         | |
| Ульяна Путинцева      |                              | Усть-Каменогорск | |
| Гульсим Мажитбекова   |                              | Усть-Каменогорск | |
| Мадина Ахметбаева     |                              | Караганда        | |
| Асель Касимова        |                              | Костанай         | |